# ميشيل مارتن
ميشيل مارتن (بالإنجليزية: Michelle Martin) هي لاعبة الاسكواش أسترالية، ولدت في 29 أبريل 1967 في سيدني في أستراليا.

## وصلات خارجية
- ميشيل مارتن على موقع SquashInfo.com (الإنجليزية)
- ميشيل مارتن على موقع اتحاد ألعاب الكومنولث (مؤرشف) (الإنجليزية)
- ميشيل مارتن على موقع قاعة أستراليا للمشاهير الرياضية (الإنجليزية)